# Avenida Bicentenario (Maturín)
Avenida Bicentenario es el nombre que recibe una arteria vial localizada cerca del centro de la ciudad de Maturín la capital del Estado Monagas al Noreste del país sudamericano de Venezuela. Recibe esa denominación en conmemoración de los 200 años de la fundación de la ciudad de Maturín 7 de diciembre de 1760.

## Descripción
Se trata de una vía de transporte carretero que conecta la Avenida Libertador (de Maturín) con la calle Pichincha (Plaza Piar)
Se desarrolla paralela en gran parte de su recorrido a la Calle Azcue y la Avenida Orinoco, conectando además con las calles El Retiro, calle La Esperanza, calle Junín y Pichincha.
En su Recorrido se pueden encontrar la Plaza El Indio, el Hospital General Manuel Nuñez Tovar, el Hotel Luciano Jr., el Liceo Francisco Isnardi, la Torre Coffel, el Hotel Manolo, la Iglesia Santa Cruz, hasta la Plaza Piar